# Letov Š-12
Bei dem Flugzeug Letov Š-12 handelt es sich um einen einmotorigen, einsitzigen Hochdecker, der in der Tschechoslowakei als Jagdflugzeug entwickelt wurde. Der Tragflügel wurde von der Letov Š-3 übernommen. Der Erstflug der Maschine fand im Jahre 1924 statt. Die Konstruktion führte Alois Šmolík aus. 
Von diesem Typ wurde nur ein Prototyp gefertigt und an die tschechoslowakische Armee geliefert. Wie die Letov Š-3 blieb dieser Typ erfolglos.

## Technische Daten
| Kenngröße             | Daten                                                                          |
| --------------------- | ------------------------------------------------------------------------------ |
| Besatzung             | 1                                                                              |
| Länge                 | 6,58 m                                                                         |
| Spannweite            | 9,40 m                                                                         |
| Flügelfläche          | 15,55 m²                                                                       |
| Flächenbelastung      | 63,2 kg/m²                                                                     |
| Leermasse             | 673 kg                                                                         |
| max. Startmasse       | 983 kg                                                                         |
| Triebwerke            | 1 × 8-Zylinder-V-Motor Hispano-Suiza 8ba mit 162 kW (220 PS) kW bei 2300 min−1 |
| Höchstgeschwindigkeit | 220 km/h                                                                       |
| Reisegeschwindigkeit  | 180 km/h                                                                       |
| Steigzeit             | 19 min auf 5000 m Höhe                                                         |
| Dienstgipfelhöhe      | 6000 m                                                                         |
| Reichweite            | 470 km                                                                         |
| Bewaffnung            | ?                                                                              |